# Conways lag
Conways lag är ett ordspråk som fått namn efter datorprogrammeraren Melvin Conway som först formulerade lagen. 
Conways lag lyder: Organisationer som skapar system är begränsade till att skapa sådant som speglar organisationens struktur.
Lagen bygger på tanken om att flera separata mjukvarumoduler som ska interagera med varandra även kräver att programmerarna kommunicerar. På så sätt speglar gränssnitt mellan olika moduler det sätt som olika delar av en organisation kommunicerar med varandra.